# Эдель, Иван Васильевич
Иван Васильевич Эдель (до крещения — Иоганн Вильгельмович, 1863 — 14 февраля 1932) — российский архитектор, статский советник. Автор многих построек в Баку.

## Биография

### Юные годы
Иоганн Вильгельмович Эдель родился в 1863 году в немецкой колонии Биловач Борзненского уезда Черниговской губернии, в семье личного почётного гражданина немецкого происхождения Вильгельма Генриховича Эделя, работавшего впоследствии на Бакинском маяке.
После крещения в православной церкви Иоганн Вильгельмович Эдель получил имя Иоанн Васильевич, а в миру был известен как Иван Васильевич.
Учась в Училище живописи, ваяния и зодчества Московского художественного общества, Эдель создал проект лютеранского молитвенного дома, школы и пастората, а в 1886 году составил оригинальный проект зданий лютеранской общины Баку. По проекту, однако, была построена только школа и Евангелическо-лютеранская церковь. Учился у А. К. Саврасова, кончил училище с золотой медалью, которую получил за рисунок «В бане».
В связи с тем, что дядя и отец Эделя работали в Баку, вскоре после окончания училища, в конце 1880-х, и сам Иван Васильевич переезжает в этот город.

### Творческий период
В 1888 году Эдель начал преподавать рисование в Мариинской женской гимназии в Баку, а также в частном заведении г-жи Вальд (в нём он, впрочем, преподавал недолго). В 1890 году  по проекту Эделя на средства бакинского нефтепромышленника Мусы Нагиева, на углу ул. Биржевой (ныне Узеира Гаджибекова) и Красноводской (ныне С. Вургуна) был построен дом, спроектированный в итальянском стиле,  в котором разместился зимний клуб Бакинского Общественного собрания (в советское время — Бакинский окружной дом офицеров), переведённый туда с Великокняжеского проспекта, из дома Лалаева. В этом же году по проекту Эделя был построен трехэтажный жилой дом на улице Прачечная, 3 (ныне — улица Гоголя).
В 1891 году Эдель начал проектирование каменной часовни Святого Апостола Варфоломея у Девичьей башни. Церковь в русском стиле с зеркальный крестом на куполе была построена и освящена 14 сентября 1892 года. В 1930 году церковь была закрыта и до самого разрушения находилась в запустении.

В 1892 году по проекту Эделя была построена Спассо-Преображенская церковь-школа при заводе «С. М. Шибаев и К» на территории так называемого Белого города. После установления советской власти в Азербайджане в 1920 году завод Шибаева был преобразован в нефтеперерабатывающий завод им. Сталина (затем им. ХХII съезда КПСС). В том же 1920 году, во исполнение декрета об отделении школы от церкви, церковь была закрыта, а в её помещении впоследствии находился техникум.

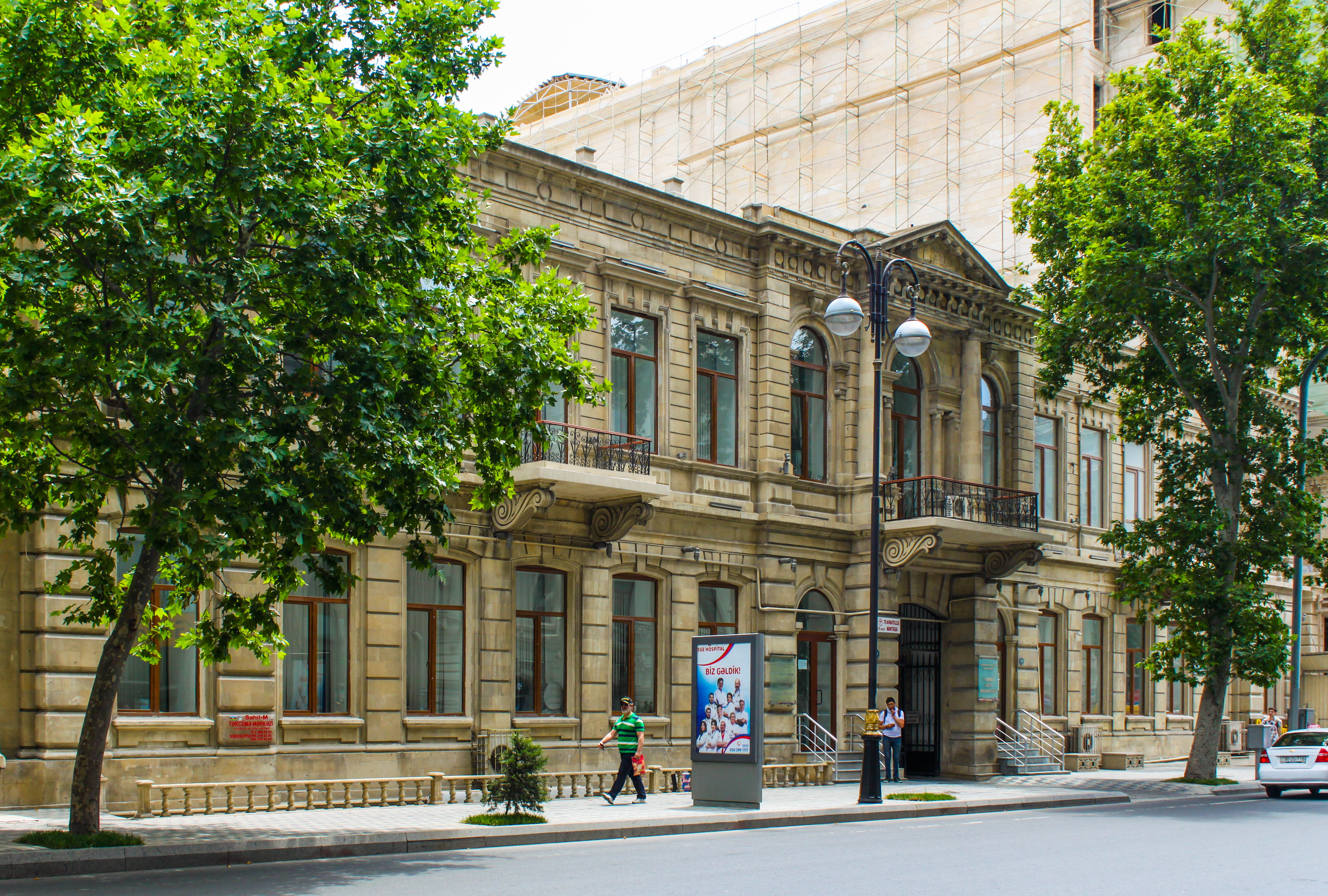
Здание поликлиники № 1 на проспекте Бюльбюля. Построено в 1893 году

В 1893 году по проекту Эделя на Большой Морской улице, 8 (ныне — проспект Бюльбюля) было построено и освящено здание, в котором впоследствии находилось Бакинское губернское казначейство. Сегодня в этом здании размещена поликлиника № 1 им. А. А. Кязимова.

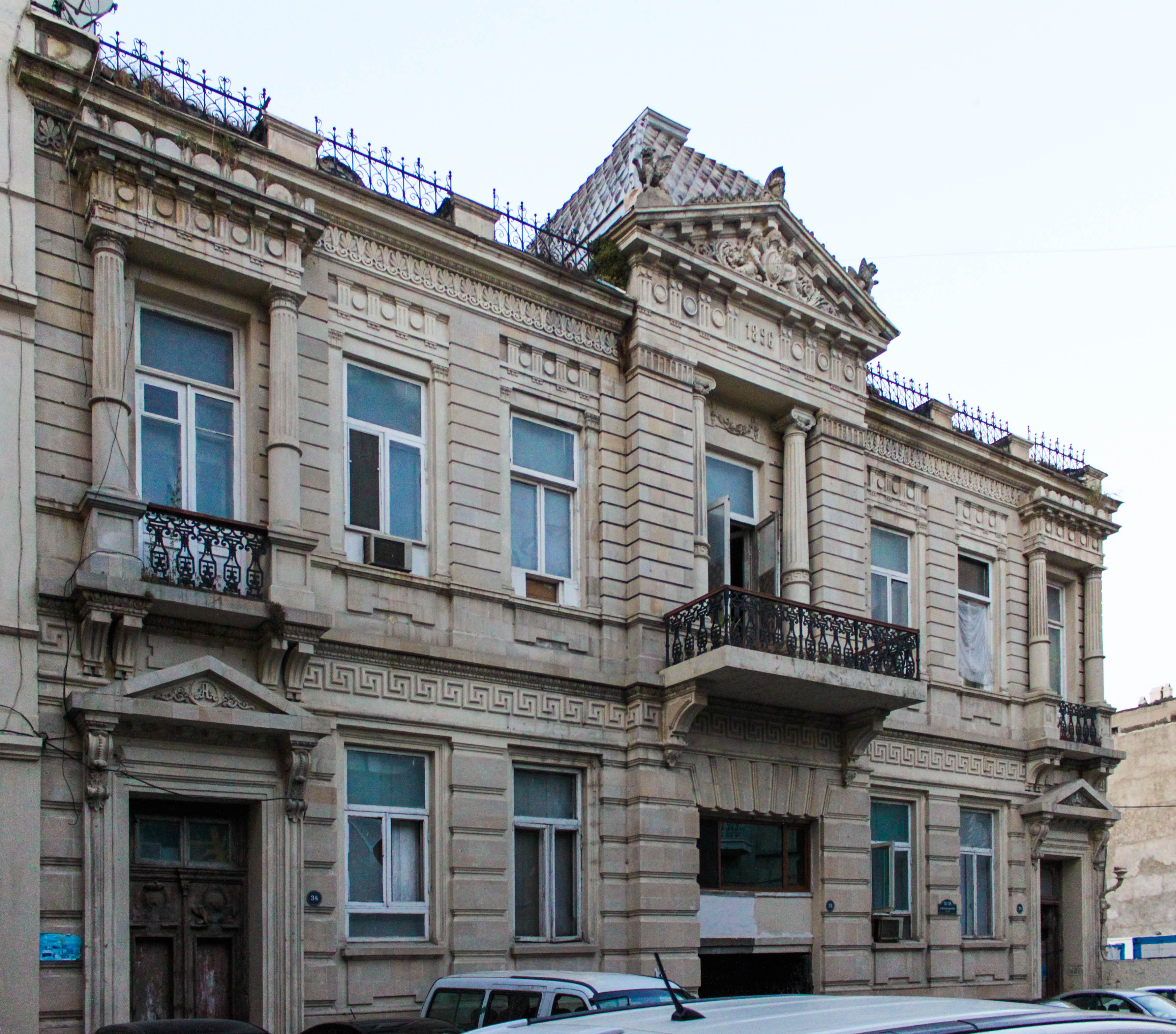
«Дом с грифонами» на улице Юсифа Мамедалиева. Построен в 1896 году

Также в 1893 году Иван Эдель построил дома для Мусы Нагиева, выходящие на улицы Большая Морская, Молоканская (ныне Хагани), Красноводская (ныне Самеда Вургуна) и Биржевая (ныне У. Гаджибекова). В одном из этих домов в советское время располагался Бакинский окружной дом офицеров. В 1896 году на Полицейской улице (ныне — улица Юсифа Мамедалиева) по проекту Эделя был построен дом, известный сегодня как «Дом с грифонами». В этом же году Эдель построил дома на улице Прачечная, 14 (в 1954 году были надстроены этажи) и Прачечная, 9 для нефтепромышленника Шамси Асадуллаева.
В 1904 году Эдель продолжил строительство здания Бакинского отделения Императорского Российского Технического общества, которое было начато Иосифом Гославским, скончавшимся в том же году.
В 1910 году по проекту Эделя был построен его собственный двухэтажный дом на Биржевой улице.

### Государственная служба. Последние годы жизни
Иван Васильевич Эдель в 1894 году поступил на службу в Бакинское реальное училище преподавателем рисования и чистописания, продолжая при этом вести уроки и в Мариинской женской гимназии. С 1896 года оставил Мариинскую женскую гимназию и преподавал лишь в Реальном училище.  В том же году не имеющий чина И.В. Эдель был произведен в чин надворного советника. В 1899 году Эдель был произведен в чин коллежского советника, а в 1903 году - в чин статского советника. В 1905 году Эделю за усердную и полезную службу был назначен годовой оклад в размере 1250 рублей. С этого времени Эдель строит мало, занимается, главным образом, преподаванием в Бакинском реальном училище (ныне в здании училища расположен Азербайджанский государственный экономический университет).
 
В 1907 году он баллотируется в Городскую думу, но не набирает нужных голосов. В 1908 году избирается в родительский комитет Бакинского реального училища.
После Октябрьской революции И.В. Эдель преподавал черчение в вечерней школе. Скончался 14 февраля 1932 года, о чём его жена, дети и внуки сообщали в газете «Бакинский рабочий».

## Личная жизнь
Иван Васильевич Эдель был женат на Грации Николаевне Спадавеккиа, римско-католического вероисповедания, дочери гарибальдийца Николая Эммануиловича Спадавеккиа. У И. В. Эделя было шестеро детей: Ольга, Лидия, Нина, Юлия, Наталия и Виктор. Все они родились в Баку. Дочери учились в учебном заведении Святой Нины. Старшая Ольга вышла замуж за А.А. Трусковского, в гражданскую войну члена Кубанского краевого правительства по делам финансов, дальнейшая судьба его неизвестна; Лидия, вышла замуж за И.И. Рославцева, старшего адъютанта штаба 4-го Кавказского армейского корпуса, (расстрелян в Баку в 1920 г.), у них было два сына: Юрий (расстрелян в 1938 г.) и Игорь — архитектор, работавший в Кисловодске; Юлия — вышла замуж за И. А. Очинского, преподававшего русский язык и литературу в заведении Святой Нины, их сын Всеволод был архитектором, автором многих проектов, работал в г. Сочи; Наталья вышла замуж за инженера В. Г. Рябчинского (расстрелян в 1938 г.); дочь Нина работала в Закгипроводе, вышла замуж и сменила фамилию на Алышеву. Единственный сын Виктор после революции эмигрировал во Францию.
13 апреля 1938 года скончалась вдова И. В. Эделя, Грация Николаевна (родная тетка композитора А. Э. Спадавеккиа).

## Постройки
Красным выделены утраченные постройки
| Постройка                                                   | Фотография | Год проектирования | Год постройки | Адрес                                                            | Примечания                       |
| ----------------------------------------------------------- | ---------- | ------------------ | ------------- | ---------------------------------------------------------------- | -------------------------------- |
| Деревянные лавки                                            |            | 1886               | 1887          | Баку, у крепостной стены                                         |                                  |
| Двухэтажный жилой дом                                       |            | 1888               | 1890          | Баку, Чадровая ул.                                               |                                  |
| Двухэтажный жилой дом                                       |            | 1889               | 1892          | Баку, Биржевая ул.                                               |                                  |
| Двухэтажный жилой дом                                       |            | 1889               | 1893          | Баку, Гимназическая ул.                                          |                                  |
| Двухэтажный жилой дом                                       |            | 1890               | 1891          | Баку, Сураханская ул.                                            |                                  |
| Двухэтажный жилой дом                                       |            | 1890               | 1892          | Баку, Мариинская ул.                                             |                                  |
| Двухэтажный жилой дом                                       |            | 1890               | 1890          | Баку, Красноводская ул.                                          |                                  |
| Двухэтажный жилой дом                                       |            | 1890               | 1893          | Баку, Молоканская ул.                                            | Позднее был достроен третий этаж |
| Двухэтажный жилой дом                                       |            | 1891               | 1892          | Баку, район Чемберекенда                                         |                                  |
| Одноэтажный жилой дом                                       |            | 1891               | 1892          | Баку, угол Торговой, Красноводской и Гимназической улиц          |                                  |
| Часовни Святого Апостола Варфоломея                         |            | 1891               | 1892          | Баку, в крепости у Девичьей башни                                | Закрыта в 1930 году.             |
| Спассо-Преображенская церковь при заводе «С. М. Шибаев и К» |            |                    | 1892          | Баку, Белый город                                                | Закрыта в 1920 году.             |
| Двухэтажный жилой дом                                       |            | 1891               | 1893          | Баку, угол Милютинской, Барятинской улиц и Контрольного переулка |                                  |
| Двухэтажный жилой дом                                       |            | 1891               | 1893          | Баку, Морская ул., 8                                             |                                  |
| Двухэтажный жилой дом                                       |            | 1891               | 1893          | Баку, угол Телефонной и Парк-Трамвайной улиц                     |                                  |
| Двухэтажный жилой дом                                       |            | 1891               | 1893          | Баку, угол Полицейской и Горчаковской улиц                       |                                  |
| Двухэтажный жилой дом                                       |            | 1891               | 1893          | Баку, угол Татарской и Нижней Приютской улиц                     |                                  |
| Двухэтажный жилой дом                                       |            | 1891               | 1893          | Баку, Нагорная ул.                                               |                                  |
| Двухэтажный жилой дом                                       |            | 1891               | 1893          | Баку, Телефонная ул.                                             |                                  |
| Двухэтажный жилой дом                                       |            | 1891               | 1893          | Баку, Безымянная ул                                              |                                  |
| Двухэтажный жилой дом                                       |            | 1892               | 1894          | Баку, угол Торговой и Прачечной улиц                             |                                  |
| Трехэтажный дом Гаджи Аббас Кулу Бека Рзаева Ашурбекова     |            | 1892               | 1894          | Баку, Балаханская ул., 33                                        |                                  |
| Двухэтажный жилой дом                                       |            | 1894               | 1896          | Баку. Полицейская ул., 20                                        |                                  |
| Одноэтажный жилой дом                                       |            | 1894               | 1895          | Баку, Церковная пл.                                              |                                  |
| Надстройка третьего этажа жилого дома                       |            | 1895               | 1896          | Баку, Врангельская ул.                                           |                                  |
| Двухэтажный жилой дом                                       |            | 1895               | 1897          | Баку                                                             |                                  |
| Двухэтажный жилой дом                                       |            | 1895               | 1897          | Баку, угол Врангельской ул. и Докторского пер.                   |                                  |
| Двухэтажный жилой дом                                       |            | 1895               | 1897          | Баку, угол Прачечной и Торговой улиц                             | Третий надстроен в 1954 году     |
| Церковь                                                     |            | 1895               | 1897          | Баку, Н. Приютская ул.                                           |                                  |
| Трехэтажный жилой дом                                       |            | 1895               | 1898          | Баку, угол Азиатской и Карантинной улиц                          |                                  |
| Трехэтажный жилой дом Манучара Авакова                      |            | 1895               | 1898          | Баку, Телефонная ул., 5                                          |                                  |
| Двухэтажный жилой дом                                       |            | 1896               | 1898          | Баку, Бондарная ул.                                              |                                  |
| Трехэтажный жилой дом                                       |            | 1896               | 1899          | Баку, угол Красноводской и Биржевой улиц                         |                                  |
| Деревянная пристань                                         |            | 1898               | 1899          | Баку                                                             |                                  |